# François Faà di Bruno
Pour les articles homonymes, voir Faà di Bruno (homonymie).
François Faà di Bruno (Alexandrie, 29 mars 1825 – Turin, 27 mars 1888) est un officier, mathématicien et prêtre italien fondateur des sœurs minimes de Notre-Dame du Suffrage et vénéré comme bienheureux par l'Église catholique. Il est fêté le 27 mars.

## Biographie
Francesco Faà di Bruno nait dans une famille noble de douze enfants ; il hésite entre la carrière militaire et le sacerdoce.

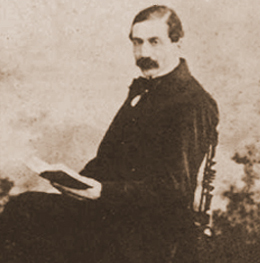
Francesco Faà di Bruno professeur.

Tout d'abord officier d'état-major, il participe en 1848 à la première guerre d'indépendance italienne, mais impressionné par la souffrance et la peur des jeunes mourants lors de la défaite de Novare, il entreprend des études de mathématiques (il publie en particulier en 1855 son résultat le plus célèbre, la formule de Faà di Bruno) et de physique.
À l'invitation d'Augustin Cauchy, son professeur à la Sorbonne, il fait partie des membres du 1er Conseil Général de l'Œuvre des Écoles d'Orient le 25 avril 1856, plus connue désormais sous le nom de l’Œuvre d’Orient. Il est finalement ordonné prêtre, à 51 ans.

## Œuvre
Pour la promotion sociale et spirituelle de la femme, il institua l'œuvre de sainte Zita (patronne des domestiques) et organisa une véritable « ville de la femme », équipée d'écoles, d'ateliers, d'infirmeries et de pensionnats.
- Thèses présentées à la Faculté des sciences de Paris... par le chevalier François Faà de Bruno,... Thèse d'analyse : Théorie de l'élimination. Thèse d'astronomie : Développement de la fonction perturbatrice et des coordonnées d'une planète dans son mouvement elliptique, (1856)
- Théorie générale de l'élimination, (1859)
- Théorie des formes binaires, (1876)

## Béatification et canonisation
Il est béatifié par le pape Jean-Paul II le 25 septembre 1988.
Sa fête est fixée au 27 mars selon le Martyrologe romain.